# Калъат-Сикар
Калъат-Сикар, Калъат-Суккар (араб. قلعة سكر ‎) — иракский город, который находится в мухафазе Ди-Кар на берегах канала Эль-Гарраф, на высоте 12 м над уровнем моря. Население города составляет 19 942 человека. Калъат-Сикар — торговый центр, большая часть местного населения занимается торговлей и сельским хозяйством.
Во время Иракской войны город был занят корпусом морской пехоты США, на месте местного аэропорта была разбита американская военная база Фенвей (англ. Fenway).